# Heinrich Treiber von der Treib
Heinrich Treiber von der Treib (* 22. Februar 1899 in Eppelheim; † 7. Februar 1977 in Rödersheim) war ein deutscher Violinist und Komponist.

## Biographie
Heinrich Treiber studierte Violine, Klavier und Komposition in Heidelberg, Stuttgart und Erfurt. Zunächst arbeitete er als Geiger in verschiedenen Orchestern. 1923 entwickelte er eine spezielle siebensaitige Geige, die er „Treibergeige“ nannte, und meldete sie zum Patent an (Deutsches Reichspatent D.R.P 378582). Ab diesem Zeitpunkt tourte er auch als Solist mit seiner „Treibergeige“. Später wurde Heinrich Treiber musikalischer Leiter der Kurorchester von Bad Wildungen, Bad Pyrmont und schließlich Bad Tölz. Nach diesem Intermezzo als Dirigent kehrte er zur Geige zurück und übernahm zunächst die Position des Konzertmeisters im Sinfonieorchester Aachen, später in Eisenach, eine Position, die er viele Jahre innehatte. Um 1950 zog Heinrich Treiber zurück in die Heimat und lebte zunächst in Ilvesheim, später in Rödersheim. Dort entwickelte er noch einen speziellen Geigenbogen, den „Polyphonbogen“, für den 1966 ein Patent erhielt.
Der musikalische Nachlass des Komponisten befindet sich im Privatarchiv Tobias Bröker.

## Kompositionen
Orchestermusik
- Der Totentanz von Goethe, für Orchester
- Am Meer, für Orchester
- Ballade vom verlassenen Mägdelein, für kleines Orchester
- An Schleswig-Holstein, für Orchester
- Festmarsch Alt-Eisenach, für Orchester

Kammermusik
- Romanze für Violine und Klavier
- Suite für Violine solo
- Ländler für Violine und Klavier
- Streichquartett
- Arabische Hirtenmusik, für Flöte und Klavier
- Prelude, für 7-saitige Treibergeige

Vokalmusik
- Gruß eines Churpfälzers an die Schwesterstadt Eisenach, für Männerchor und Orchester
- Wartburglied, für Stimme und Klavier
- Ich wandle einsam, für Stimme und Klavier
- Seltsam im Nebel zu wandern, für Stimme und Klavier